# Split lemez
A split lemez (vagy split) egy olyan zenei kiadvány, amelyen két vagy több előadóművész dalai szerepelnek. A split abban különbözik a több előadót is felvonultató válogatásalbumtól, hogy maximum 2-4 előadó dalaiból áll, és egy előadónak több száma is hallható az albumon, nem csak egy.

## Történet
A split lemezek eredetileg vinylen jelentek meg, ahol az A-oldalra az egyik művész, a B-oldalra a pedig a másik szerzeményei kerültek fel. Habár a CD-lemezek egyoldalasak, az elgondolás megmaradt, hogy a rendelkezésre álló játékidőt az előadók felosszák egymás között. Az 1980-as évek kezdetétől a mai napig széles körben használják ezt a formátumot a független kiadók, és az olyan zenei stílusok underground előadói, mint a punk, a hardcore, a grindcore, a black metal, a noise és az indie.

## Előnyei
A split lemez produkciós költségeit a részt vevő előadók megoszthatják egymás között, ugyanígy a promóciós költségeket. Az effajta lemezek továbbá elősegítik, hogy az előadók bővítsék rajongótáborukat azzal, hogy könnyebben eljutnak a társelőadó közönségéhez. A split lemezen szereplő előadok műfaja általában megegyezik (vagy hasonló), és sok esetben feldolgozzák egymás dalait.

## Ismertebb split lemezek
- Republic-Cseh Tamás: Levélváltás (egymás szerzeményeinek feldolgozásával)

## Fordítás
- Ez a szócikk részben vagy egészben a Split album című angol Wikipédia-szócikk ezen változatának fordításán alapul.  Az eredeti cikk szerkesztőit annak laptörténete sorolja fel. Ez a jelzés csupán a megfogalmazás eredetét és a szerzői jogokat jelzi, nem szolgál a cikkben szereplő információk forrásmegjelöléseként.